# Beckeriella bispinosa
Beckeriella bispinosa är en tvåvingeart som först beskrevs av Fabricius 1805.  Beckeriella bispinosa ingår i släktet Beckeriella och familjen vattenflugor. Inga underarter finns listade i Catalogue of Life.